# Cansu Dere
Cansu Dere (ur. 14 października 1980 w Ankarze) – turecka aktorka i modelka.

## Życiorys
W 2000 roku zajęła trzecie miejsce w konkursie na miss Turcji. Po ukończeniu archeologii na Uniwersytecie Stambulskim zadebiutowała w 2003 roku w serialu Alacakaranlık. Największą popularność zdobyła dzięki serialowi Ezel.
Była w długim związku z tureckim aktorem i scenarzystą Cemem Yilmazem.

## Filmografia
| Filmy     | Filmy                         | Filmy            |
| Rok       | Tytuł                         | Rola             |
| --------- | ----------------------------- | ---------------- |
| 2006      | Kabuslar Evi: Takip           | Köylü Esma       |
| 2007      | Son Osmanlı Yandım Ali        | Defne            |
| 2009      | Acı Aşk                       | Oya              |
| 2009      | Yahşi Batı                    | Mary Lou         |
| 2009      | Odlotowe agentki: Film        | Głos Alex/Mandy  |
| 2011      | Behzat Ç. Seni Kalbime Gömdüm | Songül           |
| 2012      | El Yazısı                     | Zeynep           |
| Telewizja |                               |                  |
| Rok       | Tytuł                         | Rola             |
| 2003      | Alacakaranlık                 | Irmak Bozoğlu    |
| 2004      | Avrupa Yakası                 | –                |
| 2004      | Metro Palas                   | Nazan            |
| 2005      | Güz Yangını                   | Ceylan           |
| 2006–2008 | Sila: odnaleźć przeznaczenie  | Sıla             |
| 2009–2011 | Ezel                          | Eyşan Atay       |
| 2010      | Altın Kızlar                  | Ceylan           |
| 2012      | Wspaniałe stulecie            | Firuze – Hümeyra |
| 2016–2017 | Anne                          | Zeynep Güneş     |
| 2018      | Şahsiyet                      | Nevra Elmas      |
| 2019      | Ferhat ile Şirin              | Banu Karalı      |